# Cinzia Dato
Cinzia Dato (Catania, 26 ottobre 1955) è una politologa e politica italiana.

## Biografia
Laureata in Sociologia all'Università degli Studi di Firenze. Ricercatrice e docente di Sociologia dei Fenomeni Politici (s.s.d. SPS/11), Comunicazione e Linguaggi della Politica e Sociologia delle Relazioni Interetniche presso l'Università degli Studi del Molise. 
Dal 1999 al 2001 è stata assessore del comune di Campobasso nella giunta di centrosinistra presieduta da Augusto Massa. Alle elezioni politiche del 2001 è stata eletta per la prima volta al Senato della Repubblica per l'Ulivo (in quota di La Margherita) nel collegio uninominale di Campobasso, superando di misura (36,26% a 35,86%) Vittorio Rizzi della Casa delle Libertà e Giuseppe Monteleone dell'Italia dei Valori (17,04%). A Palazzo Madama è stata segretario della Presidenza e componente delle Commissioni Lavoro, Diritti umani e Dossier Mitrochin.
Nella legislatura successiva è stata eletta alla Camera dei deputati nella lista de l'Ulivo nella circoscrizione Sicilia 2: a Montecitorio ha fatto parte della Commissione Affari costituzionali e della Delegazione italiana all'Assemblea parlamentare dell'Organizzazione per la sicurezza e la cooperazione in Europa.
Nel luglio del 2007 aderisce alla costituente socialista per il Partito Socialista promossa dallo SDI, e passa, conseguentemente, al gruppo parlamentare della Rosa nel Pugno. Nel settembre del 2007 ha appoggiato l'interrogazione presentata da Franco Grillini in tema di libertà di panorama. 
Con "Democrazia e Socialismo", associazione di Gavino Angius, il 12 luglio 2009 annuncia la sua iscrizione al Partito Democratico. Nel 2012 lascia il PD e aderisce a Centro Democratico, nelle cui liste è candidata da capolista nella circoscrizione Sicilia al Senato alle elezioni politiche del 2013, senza venire tuttavia eletta in quanto la formazione guidata da Bruno Tabacci ottiene lo 0,53% a livello nazionale.
Nel maggio del 2024, in occasione delle elezioni europee, viene candidata da Alleanza Verdi e Sinistra nella circoscrizione insulare.

## Pubblicazioni
- Cinzia DATO e Silvana PROSPERI:  GOODBYE ITALIA. La Repubblica che ripudia il lavoro delle donne- ed. RX Castelvecchi, Roma, 2011
- Cinzia DATO:  Il sindaco taumaturgo ed il Governo della città- ed. Franco Angeli, Milano, 1996
- Cinzia DATO:  POLIMATICA? L'impatto delle nuove tecnologie dell'informazione e della comunicazione politica- Edizioni Scientifiche Italiane, Napoli, 1990
- Cinzia DATO:  SENSO DELLO STATO ED ANARCHIA DELLE LOBBIES- Edizioni Scientifiche Italiane, Napoli, 1990
- Cinzia DATO: La Spagna dall'autoritarismo alla democrazia- ed. Tringali, Catania, 1982